# Salomos dom
För svenska kortfilmen från 1914, se Salomos dom (film). För enskilda tavlor, se alfabetisk lista nedan.

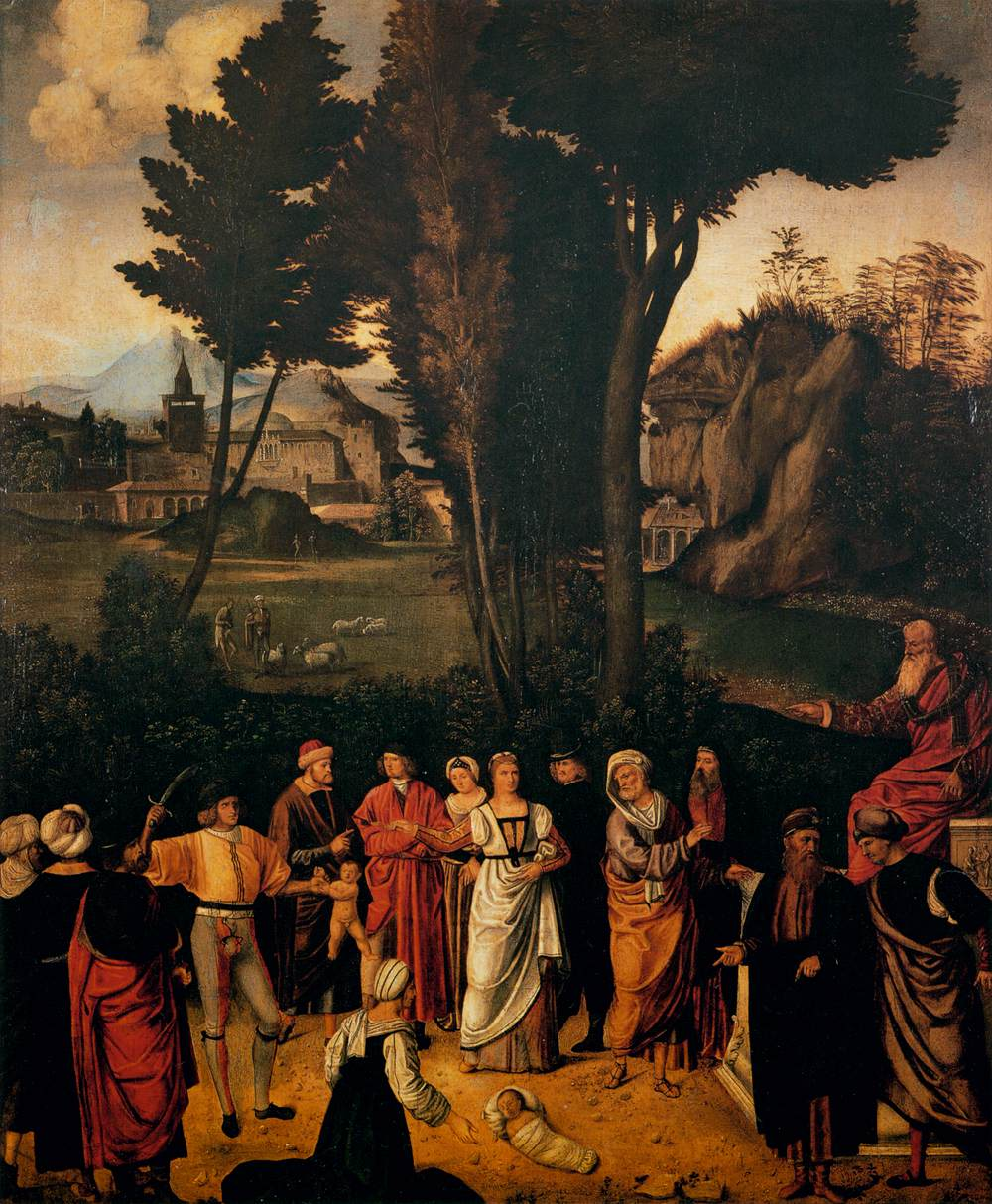
Giorgiones Salomos dom (1505–1510), Uffizierna.

Salomos dom är en episod i Gamla testamentet som inträffade under kung Salomos regeringstid. I Första Kungaboken (3:16–28) berättas att två prostituerade trädde fram inför Salomo, känd för sin vishet, och hävdade att de var mor till samma barn. 
De båda kvinnorna bodde i samma hus och hade båda fött ett barn. Det ena barnet hade dock dött och nu hävdade båda kvinnorna sig vara mor till det överlevande barnet. Kung Salomo befallde att ett svärd skulle hämtas för att klyva barnet i två delar och ge kvinnorna hälften var. Den ena kvinnan brast då i gråt och vädjade till Salomo att hellre låta den andra kvinna få barnet samtidigt som den andra kvinnan sa att barnet skulle vara "varken mitt eller ditt, hugg det itu". Då förstod Salomo vem den riktige modern var – den som värnade barnets liv – och sa "ge henne det levande barnet. Döda det inte. Hon är dess moder."
Salomos dom är ett vanligt motiv i västerländsk konst.

## Salomos dom i konsten

### Alfabetisk lista efter konstnärens namn
- Salomos dom (Giorgione) – en oljemålning av den italienske renässanskonstnären Giorgione.
- Salomos dom (Rubens) – en oljemålning av den flamländske barockkonstnären Peter Paul Rubens.

### Kronologiskt bildgalleri

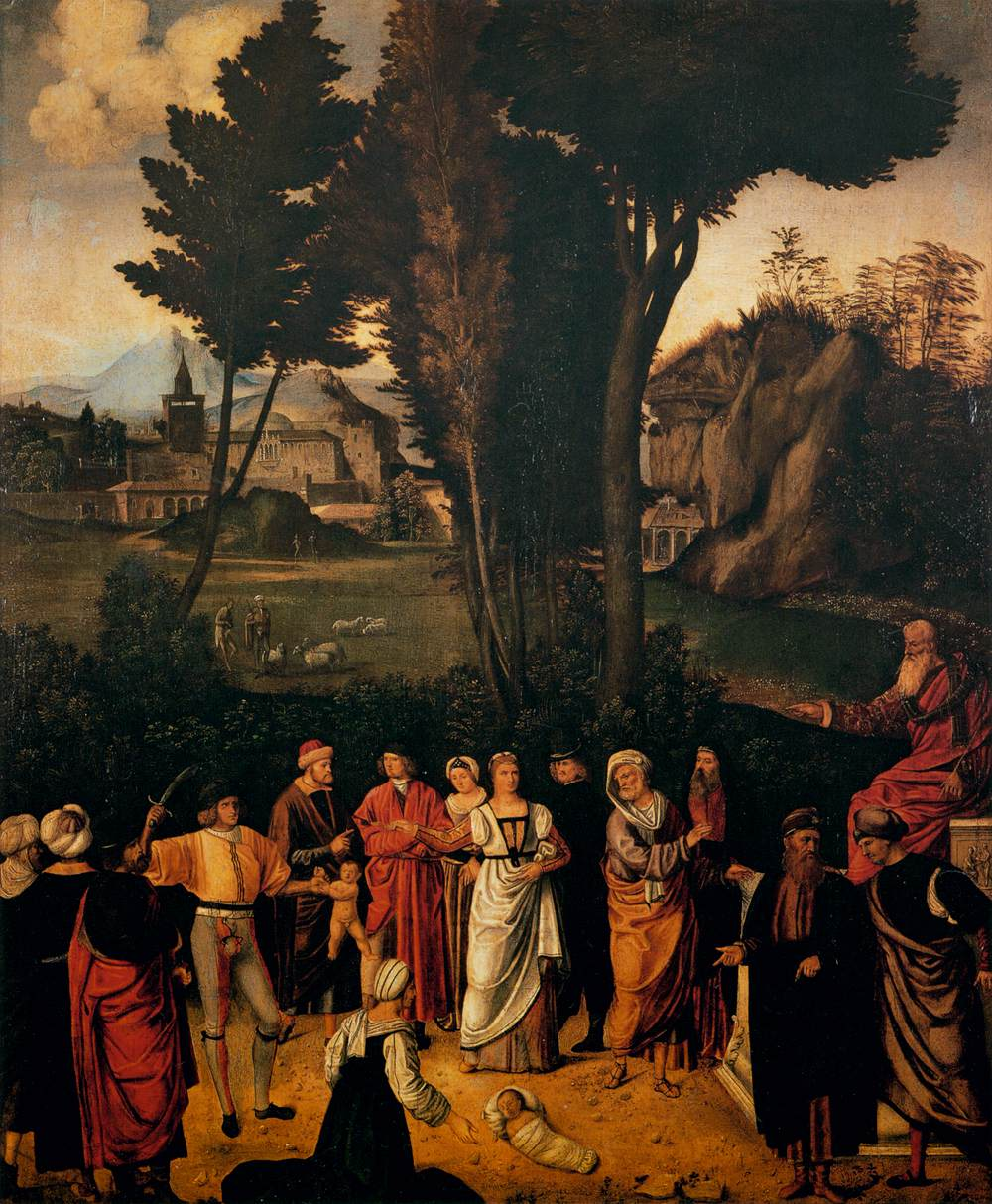
Giorgione, Salomos dom (1505–1510), Uffizierna.
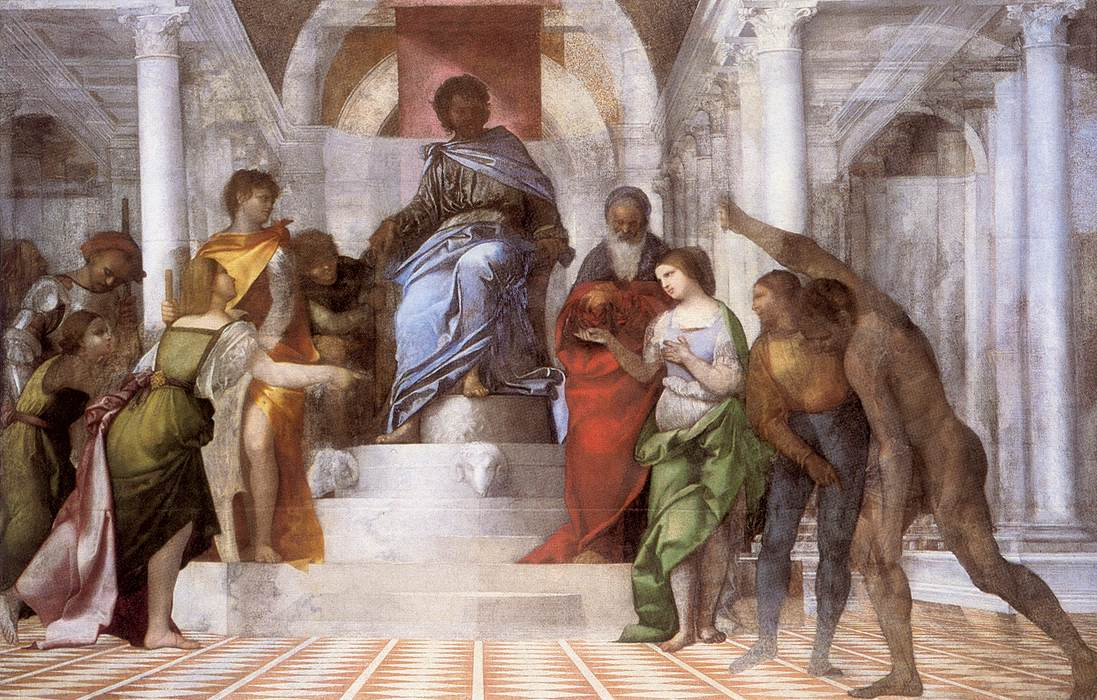
Sebastiano del Piombo, Salomos dom (1505–1510), Kingston Lacy.
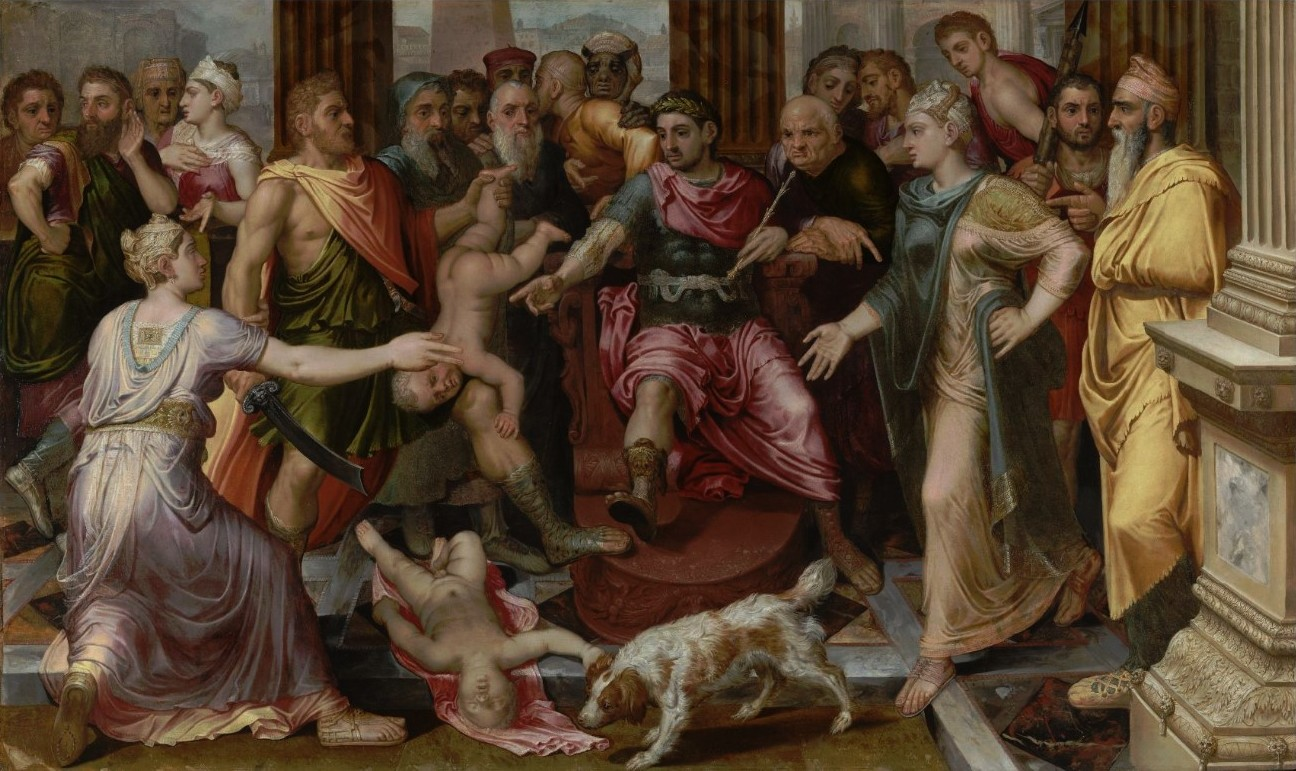
Frans Floris, Salomos dom (cirka 1550), Koninklijk Museum voor Schone Kunsten Antwerpen.
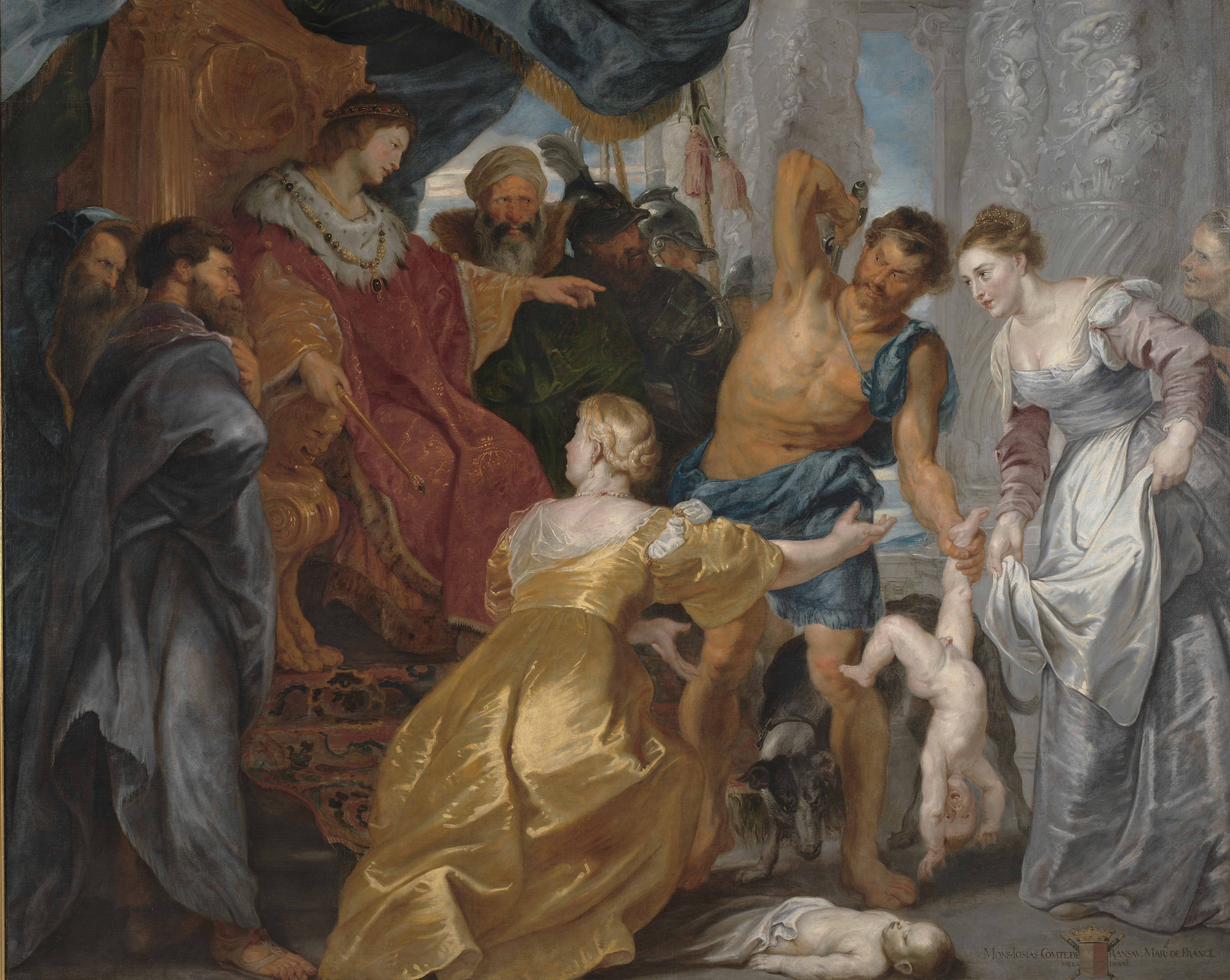
Salomos dom av Peter Paul Rubens (1614–1618), Statens Museum for Kunst.
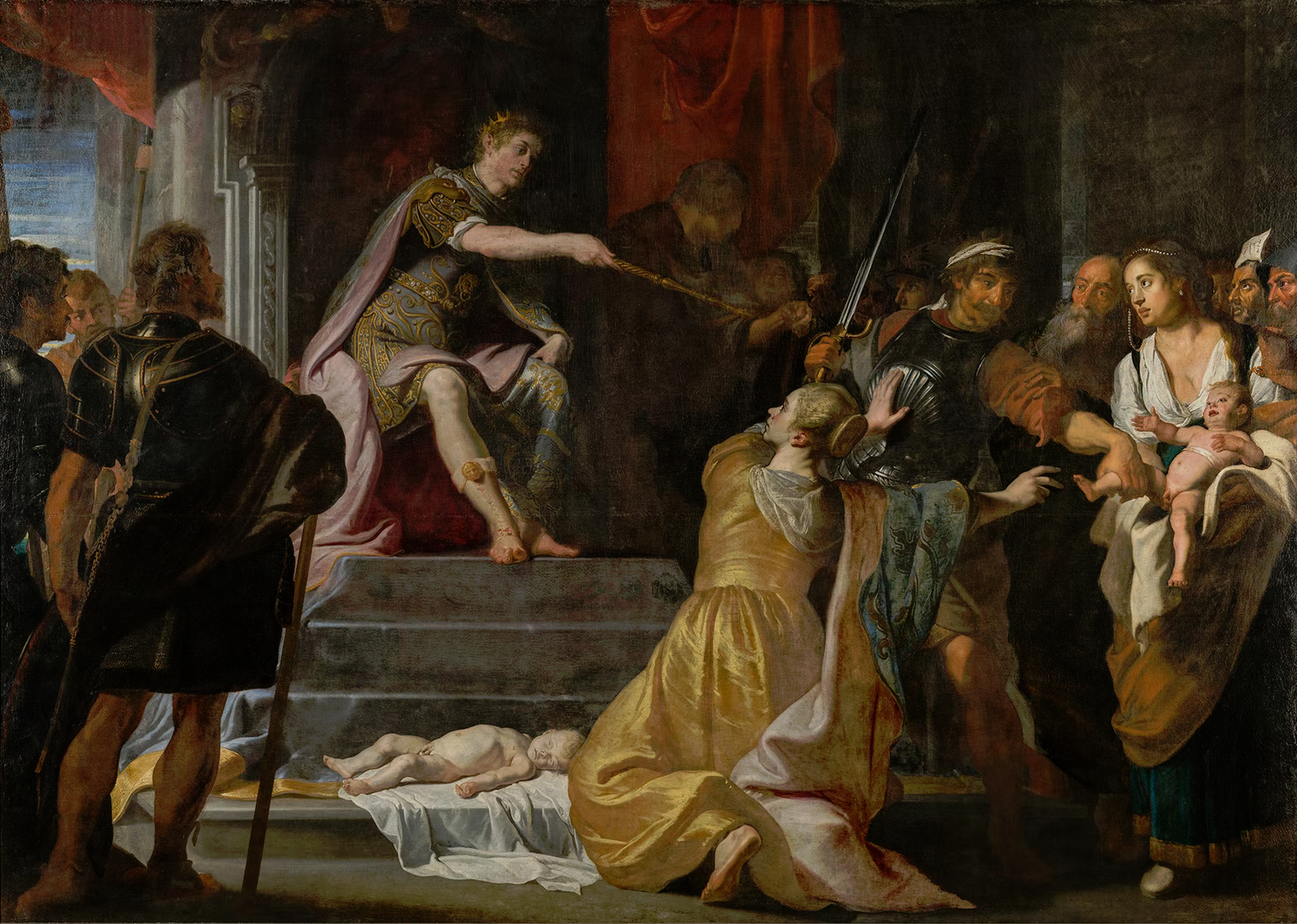
Gaspar de Crayer, Salomos dom (cirka 1620), Museum voor Schone Kunsten.
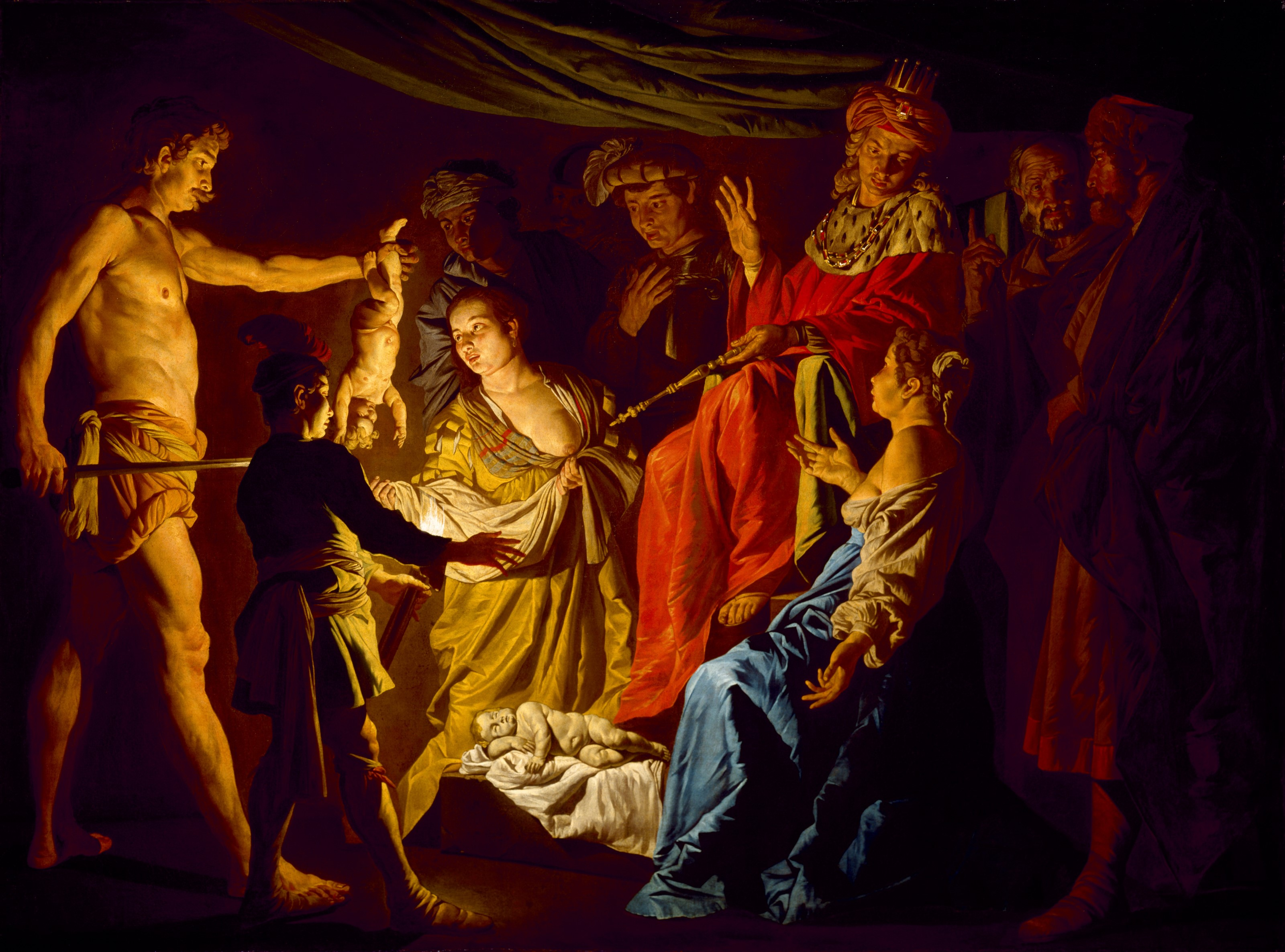
Matthias Stom, Salomos dom (cirka 1640), Museum of Fine Arts, Houston.
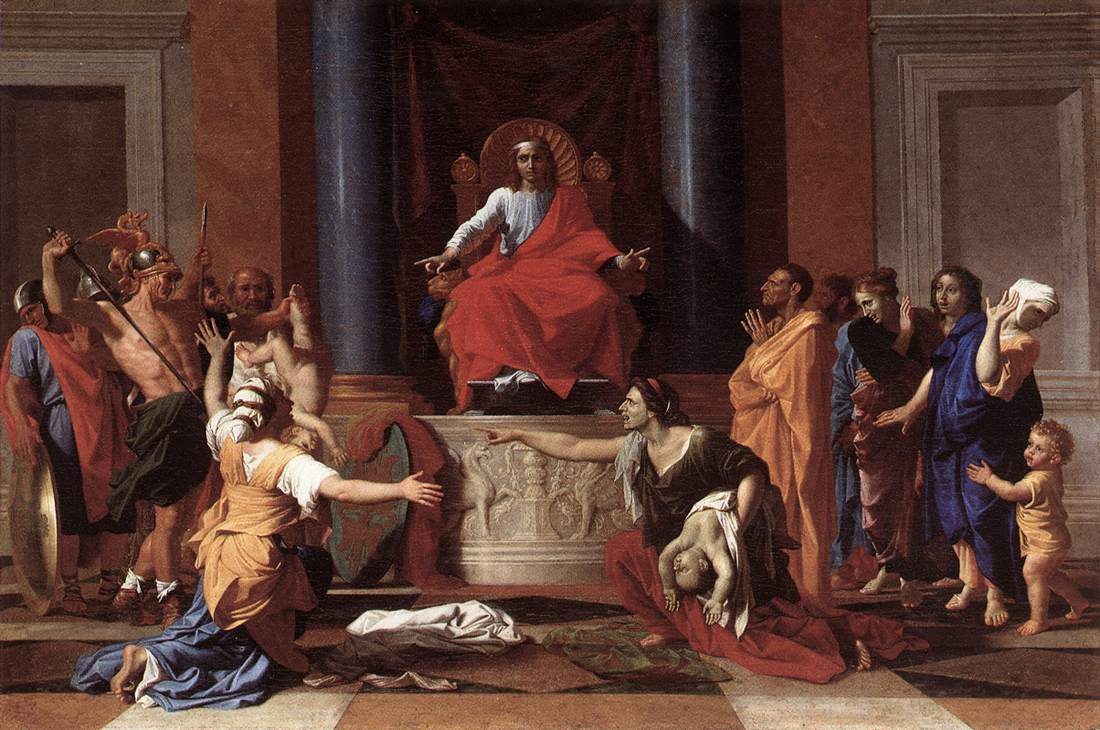
Nicolas Poussin, Salomos dom (1649), Louvren.
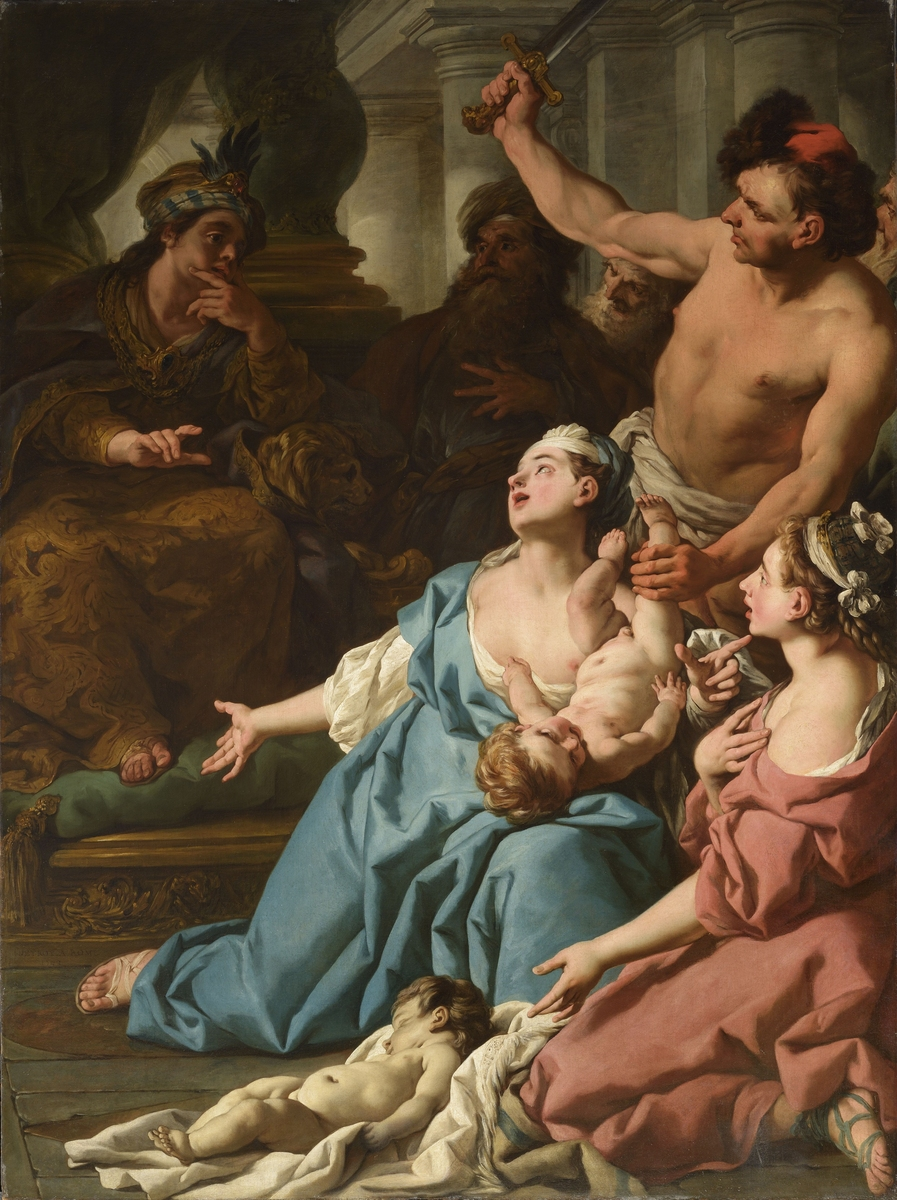
Jean-François de Troy, Salomos dom (1742), Musée des Beaux-Arts de Lyon.